# Gilbert Laws
Gilbert Umfreville Laws (Tynemouth, Tyne i Wear, 6 de gener de 1870 - Newchurch, illa de Wight, 3 de desembre de 1918) va ser un regatista anglès que va competir a començaments del segle xx.
El 1908 va prendre part en els Jocs Olímpics de Londres, on va guanyar la medalla d'or en la categoria de 6 metres del programa de vela. Laws navegà a bord del Dormy, on exercia de timoner, junt a Thomas McMeekin i Charles Crichton.
Durant la Primera Guerra Mundial va formar part de la Royal Naval Reserve i lluità al Mediterrani, però la salut li fou esquiva i morí el 1918 en un asil per a oficials a l'illa de Wight.